# Willcoxia magnopunctata
Willcoxia magnopunctata is een keversoort uit de familie Tricoleidae. De wetenschappelijke naam van de soort is voor het eerst geldig gepubliceerd in 1923 door Tillyard.